# Nick Tarnasky
Nick Tarnasky (* 24. November 1984 in Rocky Mountain House, Alberta) ist ein ehemaliger kanadischer Eishockeyspieler, der im Verlauf seiner aktiven Karriere zwischen 2001 und 2017 unter anderem 251 Spiele für die Tampa Bay Lightning, Nashville Predators und Florida Panthers in der National Hockey League (NHL) auf der Position des Centers bestritten hat. Darüber hinaus absolvierte Tarnasky annähernd 500 weitere Partien in der American Hockey League (AHL).

## Karriere

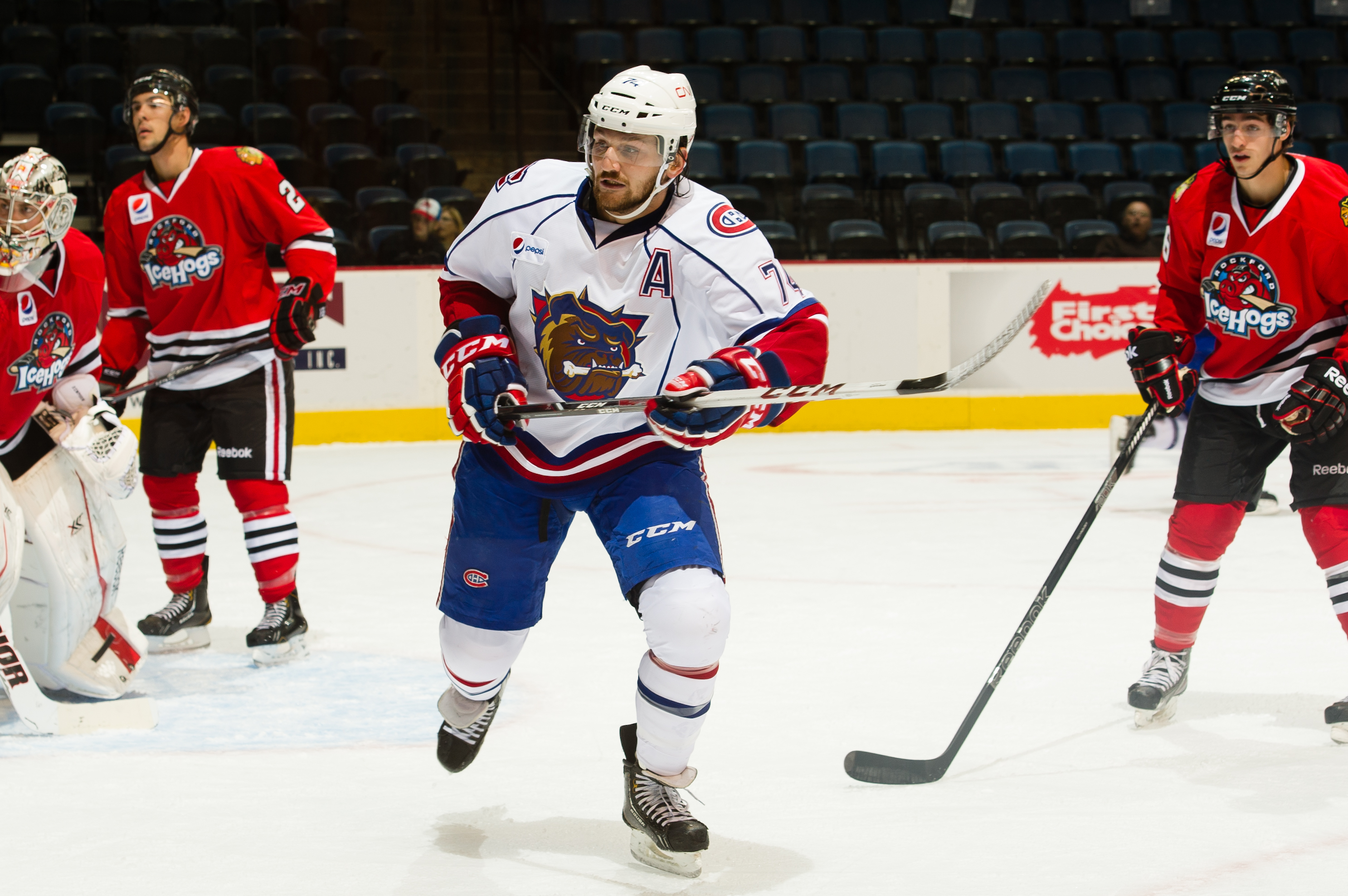
Tarnasky im Trikot der Hamilton Bulldogs (2013)

Nick Tarnasky begann seine Karriere als Eishockeyspieler in der Western Hockey League (WHL), in der er von 2001 bis 2004 für die Prince Albert Raiders, Vancouver Giants, Kelowna Rockets und Lethbridge Hurricanes auf dem Eis stand. Nach seiner zweiten WHL-Saison wurde der Center im NHL Entry Draft 2003 in der neunten Runde als insgesamt 287. Spieler von den Tampa Bay Lightning aus der National Hockey League (NHL) ausgewählt. In der Saison 2004/05 spielte Tarnasky erstmals für Tampas damaliges Farmteam aus der American Hockey League (AHL), die Springfield Falcons, und kam in allen 80 Spielen der regulären Saison zum Einsatz. In der folgenden Spielzeit gab der Kanadier sein Debüt in der NHL, in der er zwölf Mal für Tampa spielte.
Nach zwei weiteren Jahren in Tampa wurde Tarnasky am 29. September 2008 im Tausch gegen ein mögliches Sechstrunden-Wahlrecht im NHL Entry Draft 2009 an die Nashville Predators abgegeben, die ihn nach nicht einmal zwei Monaten im Tausch für Wade Belak zu den Florida Panthers transferierten. Nach zwei Spielzeiten wurde sein Vertrag allerdings nicht verlängert und Tarnasky im September 2010 ins Trainingslager der Chicago Blackhawks eingeladen. Wenige Tage später wurde er bekannt, dass die Blackhawks ihn aus dem Trainingscamp entlassen hatten und Tarnasky blieb zunächst vereinslos, ehe er im November 2010 einen Vertrag bei den Florida Everblades in der ECHL unterschrieb. Nach lediglich drei Spielen wurde er von den Springfield Falcons aus der AHL für ein Try-Out verpflichtet.
Zur Saison 2011/12 wechselte Tarnasky zu Witjas Tschechow aus der Kontinentalen Hockey-Liga (KHL) und gehörte dort zu den Spielern mit den meisten Strafminuten. Im Juli 2012 wurde er von den Buffalo Sabres verpflichtet, die ihn in der AHL bei den Rochester Americans einsetzten. Für die Spielzeit 2013/14 unterzeichnete der Kanadier einen Kontrakt bei den Canadiens de Montréal, kam aber lediglich bei den Hamilton Bulldogs in der AHL zum Einsatz. Im Juli 2014 erhielt er einen Zweijahresvertrag bei den New York Rangers; allerdings gelang ihm auch dort der Sprung in den NHL-Kader nicht, sodass sich der Stürmer in der AHL wiederfand. Seine letzte Station als Profi waren in der Spielzeit 2016/17 die San Diego Gulls. Danach beendete der 32-Jährige seine aktive Karriere.

## Erfolge und Auszeichnungen
- 2003 President’s-Cup-Gewinn mit den Lethbridge Hurricanes

## Karrierestatistik
(Legende zur Spielerstatistik: Sp oder GP = absolvierte Spiele; T oder G = erzielte Tore; V oder A = erzielte Assists; Pkt oder Pts = erzielte Scorerpunkte; SM oder PIM = erhaltene Strafminuten; +/− = Plus/Minus-Bilanz; PP = erzielte Überzahltore; SH = erzielte Unterzahltore; GW = erzielte Siegtore; 1 Play-downs/Relegation; Kursiv: Statistik nicht vollständig)